# Chile Open 2022
Chile Open 2022 — тенісний турнір, що проходив на ґрунтових кортах у місті Сантьяго (Чилі) з 21 по 27 лютого. Належав до категорії ATP 250.

## Фінальна частина

### Одиночний розряд
Педро Мартінес —  Себастьян Баес 4–6, 6–4, 6–4

### Парний розряд
Рафаель Матос /  Феліпе Малігені Алвеш —  Андре Ґоранссон /  Натаніел Ламмонс 7–6(10–8), 7–6(7–3)